# Asyndetus aurocupreus
Asyndetus aurocupreus är en tvåvingeart som beskrevs av Gabriel Strobl 1909. Asyndetus aurocupreus ingår i släktet Asyndetus och familjen styltflugor. Inga underarter finns listade i Catalogue of Life.